# Edinburgh Skeptics
Edinburgh Skeptics (volledige naam: Edinburgh Skeptics Society, afkorting: EdSkeptics) is een sceptische non-profitorganisatie ter bevordering van wetenschap, de rede en kritisch denken te Edinburgh en in heel Schotland. Zij werd opgericht in 2009. De vereniging organiseert regelmatig sociale en educatieve evenementen in Edinburgh en heeft onder meer campagne gevoerd tegen het gebruik van homeopathie en claims van spookwaarnemingen in twijfel getrokken.
De vereniging organiseert regelmatig lezingen als onderdeel van Skeptics in the Pub. De spreker die in maart 2009 was uitgenodigd om de groep te lanceren was Chris French. Latere sprekers waren onder meer David Aaronovitch en Julian Baggini. In 2010 begon de vereniging met het gelauwerde evenement Skeptics on the Fringe, dat jaarlijks wordt gehouden tijdens het Edinburgh Festival Fringe. Skeptics on the Fringe won een Ockham Award na een verkiezing van de lezing van tijdschrift The Skeptic in 2013. Sprekers zoals Simon Singh, Richard Wiseman, A. C. Grayling, Edzard Ernst and Paul Zenon hebben aan dit evenement deelgenomen. Andere Fringe-activiteiten zijn onder meer themawandelingen door Edinburgh.
De vereniging is ook medeorganisator van speciale evenementen, zoals een lezing van Marc Abrahams, initiatiefnemer van de Ig Nobelprijs.

## Geschiedenis
Edinburgh Skeptics was de vijfde Skeptics in the Pub-groep die werd opgericht in het Verenigd Koninkrijk. De groep werd in 2009 geformaliseerd als Edinburgh Skeptics Society door Ash Pryce, Alex Buque en Keir Liddle.
Edinburgh Skeptics was een van de eerste sceptische groepen in het VK die een beleid invoerden tegen intimidatie om zo inclusiviteit te bevorderen. Het beleid "Respect people, challenge ideas" ("Respecteer mensen, daag ideeën uit") geldt zowel voor gastsprekers als bezoekers.

### Bijeenkomsten

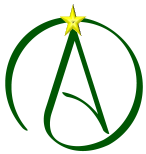
"Should Atheists Ignore Christmas?" Informele discussie bij Edinburgh Skeptics, december 2010

De vereniging organiseert regelmatige educatieve evenementen in Edinburgh. Edinburgh Skeptics houdt ook sociale bijeenkomsten en informele discussies over sceptische onderwerpen zoals "Should Atheists Ignore Christmas?" ("Moeten atheïsten kerst negeren?"). De groep regelt ook Skeptical Days Out ("Sceptische dagjes uit").

#### Edinburgh Skeptics in the Pub
Bijeenkomsten gaan vergezeld van een gastspreker. Onder meer David Aaronovitch heeft zijn boek Voodoo Histories: The Role of Conspiracy Theory in Modern History ("Voodoo-geschiedenis: de rol van complottheorieën in de moderne geschiedschrijving") besproken, en filosoof, schrijver en journalist Julian Baggini had het over Being Sceptical of Scepticism: Ways of Being Wrong ("Sceptisch zijn over scepticisme: manieren van ongelijk hebben").
Lezingen worden ook gegeven door groepsleden en deze bestrijken een breed scala aan onderwerpen zoals gezondheidszorg, wetenschap, atheïsme, het paranormale/bovennatuurlijke, mediums, politiek en psychologie. Skeptics in the Pub wordt elke derde donderdag van de maand gehouden.

### Skeptics Between the Covers
Skeptics Between the Covers ("Sceptici tussen de kaften") was de eerste sceptische boekenclub het Verenigd Koninkrijk. Zij werd opgericht door de Edinburgh Skeptics om boeken te bespreken die skeptici interessant vinden. De club heeft zowel fictie- als non-fictiegenres, zoals sociale psychologie en biografieën, waaronder boeken als When Prophecy Fails: A Social and Psychological Study of a Modern Group That Predicted the Destruction of the World van Leon Festinger, Henry Riecken en Stanley Schachter, waarin een van de oudste gepubliceerde verslagen van cognitieve dissonantie staat beschreven en Bare-Faced Messiah: The True Story of L. Ron Hubbard van de Britse journalist Russell Miller, hetgeen een postume biografie is van de Scientology-oprichter L. Ron Hubbard, waarvan de publicatie oorspronkelijk niet mocht doorgaan in de VS na een juridische actie, maar het Hof van beroep van Engeland en Wales stond publicatie in het VK wel toe vanwege het publieke belang.

### 10:23-campagne

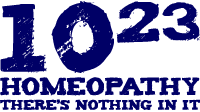
Logo van de 10:23-campagne.

De 10:23-campagne is een bewustmakings- en protestcampagne tegen homeopathie, georganiseerd door de Britse non-profit Merseyside Skeptics Society, eerst in het Verenigd Koninkrijk, daarna internationaal. In 2010 hield de Society een protest waarbij men een massa-overdosis aan homeopathische producten innam buiten winkels van Books UK om aan te tonen dat ze niet werken. Als deelnemers aan deze campagne organiseerden de Edinburgh Skeptics een protest in het Boots-filiaal in de Princes Street omdat er homeopathie verkocht werd alsof het gewone geneesmiddelen zou betreffen.
Deze 10:23-campagneprotesten vonden plaats in 70 steden in 30 landen over de hele wereld inclusief Australië en Nieuw-Zeeland en resulteerden in geen enkel ongunstig effect voor de personen die de middelen innamen.
Na de overdoseringen zei Paul Bennett, directeur voor beroepsnormen bij Boots: "Wij weten dat veel mensen geloven in de voordelen van complementaire geneeskunde en wij streven ernaar om de producten aan te bieden waarvan we weten dat onze klanten ze willen".

### Lokale homeopathiecampagne
De Edinburgh Skeptics Society was betrokken bij de homeopathie-raadpleging in 2012-13 die uitgevoerd werd door NHS Lothian. De organisatie moedigde personen die voorstander van Evidence-based medicine waren aan om hun bezwaren tegen het aanbieden van homeopathie als deel van de NHS in Scotland kenbaar te maken.
Keir Liddle, voorzitter van de Edinburgh Skeptics Society, gaf een presentatie met de titel "Homoeopathy: The Air Guitar of Medicine" (‘Homeopathie: De luchtgitaar van de geneeskunde’) en werd gevraagd om een artikel over het onderwerp te schrijven samen met Sara Eames, voorzitter van de Faculty of Homeopathy.
Toen de publieke respons op de raadpleging werd aangekondigd, werd Liddle in de media aangehaald met de woorden: "Homeopathie is een niet-evidence-based overblijfsel" en "De Edinburgh Skeptics Society is blij met de respons op de raadpleging en hoopt dat NHS Lothian het juiste doet en het financieren van magisch water via de NHS een halt toeroept en het gespaarde geld gebruikt [...] om geschikte, evidence-based behandelingen en zorg te financieren".

### Paranormale claims weerleggen
De Edinburgh Skeptics Society is ook betrokken bij het weerleggen van paranormale claims in en rond Edinburgh, inclusief een foto van Tantallon Castle die in 2009 werd genomen en waarop een zogenaamd spook te zien zou zijn. Ash Pryce van Edinburgh Skeptics informeerde de pers dat het een foto was van "een vrouw in een roze jasje die een trap af komt met een winkeltas" en niet van een spook.

### Ghosts Busted Tours
In 2009 creëerde de oprichter van Edinburgh Skeptics, Ash Pryce, een alternatieve spooktocht door de hoofdstad waarbij paranormale mythen ontkracht werden. Deze tocht groeide uit tot "Ghosts Busted: Skeptics on the Mile". Het idee kreeg de steun van de bekende skepticus Chris French, ster van tv-programma’s zoals ITV's Haunted Homes, die zei dat de tocht de eerste in zijn soort was in het Verenigd Koninkrijk. Deze tochten worden nu door een privébedrijf georganiseerd.
De Edinburgh Skeptics Society organiseerde ook The S & M Tour: Science and Medicine, Lock Up Your Doctors als onderdeel van Skeptics on the Fringe. Er is een opname van deze tocht gemaakt die beschikbaar is voor het publiek

### Skeptics on the Fringe

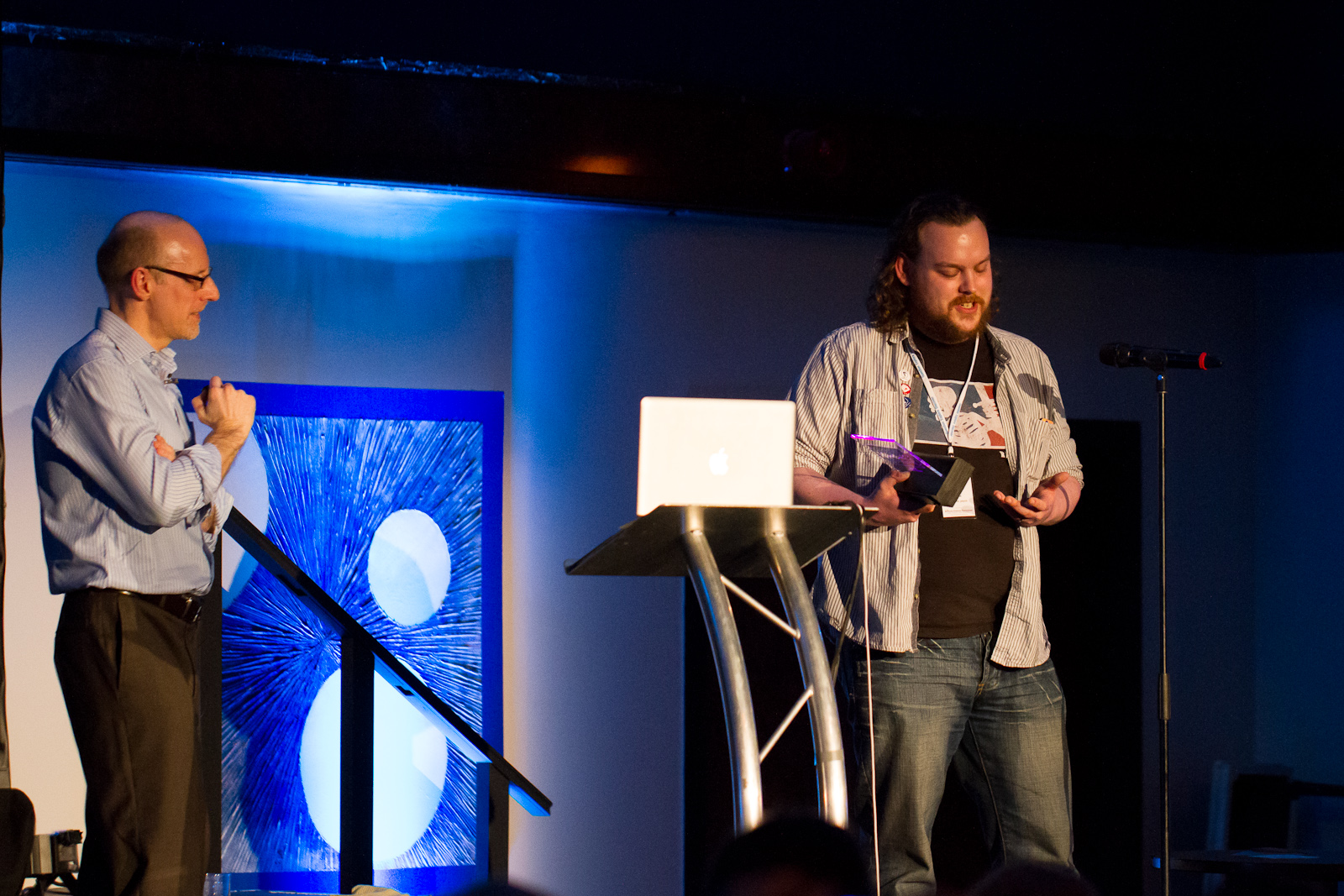
Keir Liddle van Edinburgh Skeptics krijgt de Ockham-prijs uitgereikt door Richard Wiseman voor Skeptics on the Fringe 2012.

Keir Liddle van Edinburgh Skeptics kwam met het idee voor een reeks gratis lezingen over skepticisme tijdens het Edinburgh Festival, en in 2010 organiseerde Edinburgh Skeptics het eerste seizoen van Skeptics on the Fringe, een evenement dat nu jaarlijks plaatsvindt tijdens de Edinburgh Festival Fringe. In 2012 organiseerden leden 46 evenementen met 22 sprekers en Skeptics on the Fringe 2012 won in 2013 de Ockham-prijs van het tijdschrift The Skeptic voor ‘Evenementen en campagnes’.
In 2013 werden er ook lezingen georganiseerd door leden, waaronder een lezing door Caroline Wilkinson, Professor of craniofaciale identificatie aan de Universiteit van Dundee, en een presentatie door dr. Stephen Makin met de titel "Cock and Bull: Truth and Lies about Penis Size" (‘Lulkoek: Waarheid en leugens over penisgrootte’).
Tijdens het evenement "Secularism is our right: Freedom is our culture" ("Secularisme is ons recht, Vrijheid is onze cultuur") dat gesponsord werd door de Humanist Society Scotland, kwam Maryam Namazie spreken, een campagnevoerder voor secularisme en de secularisering van de maatschappij.

### The Edinburgh Science Festival

Jamie Gallagher tijdens zijn presentatie "The Self Sustaining Soldier" op het Edinburgh Science Festival

In 2012 en 2013 organiseerde de Edinburgh Skeptics Society Skeptics in the Pub-evenementen tijdens het Edinburgh International Science Festival onder de naam "At The Fringe of Reason" (‘Aan de rand van de rede’). Er werden o.a. lezingen gehouden door Kat Arney ("The Future of Cancer: Where Have We Come From and Where Are We Going?", 'De toekomst van kanker: Waar komen we vandaan en waar gaan we heen?’), Karen Petrie van de School of Computing aan de University of Dundee, on "Robots and Artificial Intelligence"; and Jamie Gallagher on "The Self Sustaining Soldier". In 2013 werd een lezing door professor Alison Murdoch met de titel "Ethical challenges in assisted reproduction" (‘Ethische uitdagingen in medisch ondersteunde voortplanting’) gesponsord door Humanist Society Scotland.
In het kader van dit evenement was Keir Liddle van Edinburgh Skeptics te gast in het BBC Radio 4-programma Material World om te spreken over "Skeptics at Science and Arts Festivals" (‘Skeptici op wetenschaps- en kunstfestivals’).

### Freshers' Specials
In 2012 bood de Edinburgh Skeptics Society een week lang evenementen aan voor studenten in Edinburgh.

### SkeptiCamp

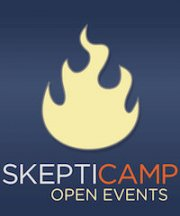
SkeptiCamp
"Be A Candle In The Darkness" (‘Wees een kaars in het duister')

"Be A Candle In The Darkness" (‘Wees een kaars in het duister') SkeptiCamp-beweging en organiseerde het eerste SkeptiCamp buiten Noord-Amerika. Edinburgh SkeptiCamp is een jaarlijkse bijeenkomst die begon als een avondevenement en die uitgegroeid is tot een dag vol gratis evenementen die door de vereniging wordt georganiseerd; er zijn lezingen, videovoorstellingen, discussiegroepen, debatten, workshops en entertainment, allemaal met een skeptisch thema.

### Educatie
Leden van Edinburgh Skeptics zijn ook door andere Britse en Ierse skeptische organisaties uitgenodigd om presentaties te komen geven over onderwerpen zoals psychologie, alternatieve geneeswijzen en de Burzynski Clinic.

### Onderzoek
De Edinburgh Skeptics Society heeft deelgenomen aan onderzoeksprojecten, waaronder een experiment over geluk dat in 2011 door Richard Wiseman werd verricht. In dit onderzoek werden voorstellen uit het boek The Luck Factor van Wiseman getest door na te gaan of mensen meer geluk kregen door de teen van een standbeeld van David Hume aan te raken in Edinburgh's High Street, wat een plaatselijk bijgeloof is. De resultaten van dit onderzoek werden besproken in het artikel "What's Luck Got To Do With It?" (‘Wat heeft geluk ermee te maken?’) in de krant The Scotsman.

### Podcasts
Leden van de Edinburgh Skeptics Society zijn op vele podcasts te horen, waaronder InKredulous, BadCast (van BadPsychics), The 21st Floor de Birmingham Skeptics Podcast en verschillende afleveringen van The Skeptic Zone.

### Skeptici met een ‘k’
De Edinburgh Skeptics Society heeft verklaard dat ze: 
"de Amerikaanse spelling gebruiken Skepticisme als beweging in de VS is begonnen waar een belangrijke publieke strijd wordt gevoerd wat betreft het onderricht van creationisme in scholen, het handhaven van de scheiding van kerk en staat, enzovoort. Omdat het in de VS is begonnen, hebben groepen in de rest van de wereld de neiging om de Amerikaanse spelling over te nemen om Skepticisme als beweging te onderscheiden van scepticisme als een methode om problemen te begrijpen. Hoewel Skepticisme geen georganiseerde beweging is, zijn sommige van de Amerikaanse groepen meer gestructureerd dan groepen in de rest van de wereld, gewoonweg door de omvang van de uitdagingen waar ze voor staan.
"We schrijven Skeptici met een hoofdletter wanneer we naar mensen verwijzen die zich als deel van de Skeptische beweging identificeren, en we schrijven Skepticisme met een hoofdletter om te erkennen dat Skepticisme een gemeenschap is en niet alleen een houding of een methode om de wereld te leren begrijpen, hoewel het zeker ook die twee zaken is".